# Al-Baghuz Fawqani
Al-Baghuz Fawqani (tiếng Ả Rập: الباغوز فوقاني, tiếng Kurd: Baxoz) là một thị trấn ở Syria, nằm ở quận Abu Kamal, Deir ez-Zor. Theo Cục Thống kê Trung ương Syria (CBS), Al-Baghuz Fawqani có dân số 10.649 trong cuộc điều tra dân số năm 2004.

## Nội chiến Syria
Trong quá trình Nội chiến Syria, khu vực Baghuz (bao gồm thị trấn Baghuz at-Tahtani gần đó) nằm dưới sự kiểm soát của Nhà nước Hồi giáo Iraq và tổ chức thánh chiến Levant (ISIL). Khu vực này ban đầu được quản lý bởi tỉnh Euphrates của ISIL, nhưng sau đó được chuyển đến quận al-Barakah.
Trong chiến dịch kéo dài nhiều năm ở miền đông Syria, thị trấn đã bị Lực lượng Dân chủ Syria (SDF) bắt giữ từ ISIL vào ngày 23 tháng 1 năm 2019, khiến ISIL bị bao vây hoàn toàn ở thị trấn Al-Marashidah, ở phía bắc. Tuy nhiên, vào ngày hôm sau, ISIL đã phát động một loạt các cuộc tấn công tự sát để phá vỡ vòng vây, cho phép họ chiếm lại các phần của thị trấn (chủ yếu là phần phía tây của thị trấn), với vùng ngoại ô của thị trấn bị nhắm vào các cuộc không kích của liên minh quốc tế. Vào ngày 7 tháng 2 năm 2019, SDF đã bắt giữ Al-Marashidah và các khu vực lân cận khác từ ISIL, bao vây hoàn toàn ISIL tại thị trấn Al-Baghuz Fawqani, khu định cư cuối cùng dưới sự kiểm soát của nó ở Levant.
Vào ngày 9 tháng 2 năm 2019, Lực lượng Dân chủ Syria, được hỗ trợ bởi Liên minh CJTF-OIR, đã phát động một cuộc tấn công cuối cùng để chiếm Baghuz Fawqani và quét sạch pháo đài cuối cùng của lãnh thổ vật lý do Nhà nước Hồi giáo nắm giữ, mở đầu cuộc tấn công bằng một lượng lớn bắn phá vào khu phố Huwayjat Khanafirah, với những cuộc đụng độ dữ dội diễn ra suốt đêm và đến tận sáng. Liên minh cho biết họ đã tấn công một nhà thờ Hồi giáo ở Baghuz Fawqani vào ngày 11 tháng 2, vì nó đang được Nhà nước Hồi giáo sử dụng làm trung tâm chỉ huy và kiểm soát.
Vào ngày 28 tháng 2, phát ngôn viên của SDF Adnan Afrin tuyên bố phát hiện ra một ngôi mộ tập thể được tìm thấy 10 ngày trước trong thị trấn. Ngôi mộ chứa hàng chục thi thể, bao gồm cả đàn ông và phụ nữ trong khi những cái đầu cũng được tìm thấy trong ngôi mộ. SDF đã cố gắng xác nhận xem họ có phải là Yazidis và thành viên Nhà nước Hồi giáo hay không. Một video của Furat FM cho thấy một ngôi mộ tập thể. Giám đốc điều hành của cửa hàng nói rằng hầu hết các cơ thể rõ ràng đã bị bắn vào đầu. Người phát ngôn của SDF Lilwa Abdulla xác nhận họ đã tìm thấy số lượng lớn thi thể Yazidi mặc dù không có con số cụ thể. Tuy nhiên, người dân địa phương cho biết các xác chết là nạn nhân của các cuộc không kích.
Cuộc tấn công để chiếm thị trấn được nối lại vào ngày 1 tháng 3, với các chiến binh ISIL còn lại và gia đình của họ bị bao vây và bao vây tại một thành phố lều dọc bờ sông. Vào ngày 19 tháng 3, người phát ngôn của SDF Mustafa Bali tuyên bố rằng SDF đã kiểm soát toàn bộ Al-Baghuz Fawqani, ngoại trừ một vài túi dọc theo bờ sông Euphrates, nơi các cuộc đụng độ không liên tục vẫn đang tiếp diễn với các chiến binh thánh chiến.
Vào thứ Bảy, ngày 23 tháng 3 năm 2019, các lực lượng SDF, được Hoa Kỳ hậu thuẫn, đã chiếm lại toàn bộ Al-Baghuz Fawqani, chấm dứt sự thống trị lãnh thổ của ISIL đối với Syria và tước bỏ "thủ đô" cuối cùng của nó, cũng như xóa bỏ gần như toàn bộ lãnh thổ. kiểm soát của họ.